# عادا أهاروني
عادا أهاروني (بالعبرية: עדה אהרוני‏) هي أديبة، وشاعرة، وساردة للقصص، وتحاضر في مجال الأدب وعلم الاجتماع. ولدت في القاهرة عام 1934 باسم أندريه ياديد، وكان والدها تاجرا للحبوب الغذائية يدعى نسيم، وكان يملك حانوت في حى الموسكي في القاهرة، وكانت والدتها فورتونا مصرية أيضا. وكانت عائلتها تتحدث الفرنسية بالمنزل وتحمل الجنسية الفرنسية وهاجرت مع أسرتها إلى فرنسا في عام 1949 أي بعد حرب 1948 (وهذا يعنى مع بداية الصراع العربي الإسرائيلي على فلسطين). ومن هناك هاجرت عادا بمفردها إلى فلسطين في عام 1950 ولحقت بها أسرتها بعد مرور عام واحد.
وانضمت إلى جارين «هاشومير هاتسعير» في كيبوتس «عين شيمر». وكانت هي وزوجها، المدعو «حاييم أهارونى»، من بين الخمسة والعشرين مصريا المطرودين من الكيبوتس في عام 1953 نتيجة لموقفهم السياسى في «مسألة سنيه». وهي متزوجة من أستاذ في جامعة التخنيون (المعهد التكنولوجى الإسرائيلى بحيفا) وأم لولدين.

## حياتها العلمية
درست عادا في «الفيرنيا» المدرسة الإنجليزية للبنات في حي الزمالك في القاهرة. واختتمت عادا دراستها للأدب وعلم الاجتماع في الجامعة العبرية بالقدس وحصلت على شهادة التخرج في سنة 1965. وحصلت على درجة الماجيستير في الأدب الإنجليزي وكان موضوع البحث حول «هنرى فيلدينج» في عام 1967 من جامعة لندن. ثم حصلت بعدها على درجة الدكتوراة في الآداب العامة في عام 1975 في الجامعة العبرية بالقدس. وكان موضوع البحث عن تطور الأعمال الأدبية للبروفيسور «سول بولو» الحاصل على جائزة نوبل. وفي غضون ذلك أصبحت عادا أهارونى تحاضر في جامعات مختلفة منها جامعة حيفا والتخنيون وجامعة بنسلفانيا. كانت تقوم بتدريس الأدب وعلم الاجتماع ولكن الآن تقوم بتدريس الأدب العام وأدب يهود الشرق في جامعة حيفا وفي التخنيون.
كما تتولى عادا رئاسة تحرير مجلة الشعر الأسبوعية صدرت في حيفا تحت عنوان voices"" (الأصوات) باللغة الإنجليزية. وتشارك في العديد من المؤتمرات الأدبية في الولايات المتحدة الأمريكية، وفي إنجلترا، وفي فرنسا، وفي اليابان، وفي الهند. وتُدعى للمشاركة في برامج تلفزيونية وإذاعية كثيرة في إسرائيل وخارجها.

## أعمالها
في غضون عشرين عامًا فأكثر أقامت أبحاثا عديدة عن شؤون يهود مصر وأصبح لها شهرة عالمية في هذا المجال. لقد قامت بنشر 26 كتابا، نصفهم يدور حول حياة اليهود المصريين. قامت أيضا بتحرير 120 مقالا في إسرائيل وفي الدوريات الدولية. وقامت بنشر اثنى عشر كتابا باللغة العبرية، وعشرة كتب باللغة الإنجليزية وكتابين باللغة الفرنسية وغيرهم. ونجد من بين كتاباتها عن يهود مصر: أبحاث، ومجموعات شعرية، وروايات تاريخية وروايات قصيرة، وسير ذاتية وقصص، وكتب للأطفال والشباب وتراجم لكتب المغامرات والمعرفة المتخصصة في الأدب والشعر.كانت قصائدها الأولى وكتابات أخرى مكتوبة بالإنجليزية، وتمت ترجمتها إلى العبرية، حيث أخذت تنقحها أثناء عملية الترجمة.
وكانت المؤسسة والمحررة للدورية العبرية الإنجليزية «جاليم» (الأمواج) وأصدرها المنتدى الدولي للثقافة والأدب (1985- 2003) وحررت أيضا الدورية الموجهة «ليريت» (شعر غنائى) في الإنترنت على موقع رابطة الأدباء في إسرائيل. وتم تعيينها كنائبة لرئيس رابطة الأدباء الإسرائيلية ورئيسة للجنة العلاقات الخارجية للرابطة وكذلك تم تعيينها في منصب الرئيسة العالمية للإفلق "איפלק" منتدى حضارة وأدب السلام. وهي المُؤسسة ورئيسة لمنظمة الكونغرس العالمي ليهودى مصر.
تم ترشيحها كسفيرة للسلام، وتلقب بـ «شاعرة السلام» وقد فازت بالجائزة العالمية للفنون والثقافة برعاية منظمة اليونسكو التابعة للأمم المتحدة. وقد حصلت على هذه الجائزة تقديرا لها على مجموعتها الشعرية «وداعا للحرب»، و«ذكريات الأسكندرية». وقد تسلمتها من مندوب اليونسكو في إسرائيل، وعلى إثر ذلك تم إقامة احتفال رسمى على شرفها في مدينة بريمن في ألمانيا في سنة 1992.

### كتب للأطفال والشباب
- "פרח השלום" (زهرة السلام): مغامرة نووية في الفضاء، صدرت في دار نشر ليرون جولان في تل أبيب 1994، وتم ترجمتها للإنجليزية والعربية بواسطة محمود عباسى في دار نشر المشرق في سنة 1995.
- "מתכת וסיגליות" (فلزات نوعية) (مجلد)، صدر في تل أبيب،1995.
- " השלום במלים" (السلام في كلمات)، صدرت في دار نشر ميخائيل لحمان، حيفا، 2001.

### كتب الشعر
- "מהפירמידות לכרמל" (من الأهرامات إلى الكرميل)، مجلد، صدر في تل أبيب، 1979. (يحتوى على قصائد حب تم ترجمتها إلى الإنجليزية).
- "ביער הכרמל שלי" (في غابتى بالكرميل) صدرت هي دار نشر لميخائيل لحمان، في حيفا، في سنة 1992.
- "בחיק כפות ידיך" (في باطن كف يديك)، صدرت في دار نشر يارون جولان، في تل أبيب، في 1994. (تحتوى على قصائد مختارة حول العالم)
- "את ואני נשנה את העולם" (أنت وأنا سنغير العالم)، صدرت في دار نشر ميخائيل لحمان، في حيفا، في 1999.
- "נשים יוצרת עולם ללא מלחמות ואלימות" (النساء يصنعون عالم خالى من الحروب والعنف)، صدرت في لانا – إفلق، في حيفا، في 2003.
- "שירי שלום" (أشعار السلام)، صدرت في دار نشر هادورا، وتم ترجمتها إلى العربية والإنجليزية، وجاءت الترجمة العربية الرائعة على يد البروفيسور محمد فوزى ضيف وهو كتاب بعنوان «مفهوم السلام في شعر عادا آهارونى» (משמעות השלום בשירה של עדה אהרוני).

### كتب الروايات والسير الذاتية
- "יציאת מצרים השנייה" (الهجرة الثانية من مصر)، مجلد، في 1985. ترجمها من الإنجليزية مريم شطيين جروثمان.
- "מהנילוס לירדן" (من النيل إلى الأردن)، صدرت في دار نشر تاموز، في تل أبيب، في 1992. وترجمتها مريم إلى الإنجليزية والفرنسية.
- "זכרונות מאלכסנדריה" (ذكريات من الأسكندرية) صدرت في دار نشر روبين مس، في القدس، في 1985. وتم ترجمتها بواسطة تيئا ولف إلى الإنجليزية وتمت ترجمتها إلى العربية بواسطة محمد عباسى، في دار نشر المشرق، في 1989.

### التراجم
- "ש.שלום – השירים החדשים" (ش.شالوم – القصائد الحديثة)، قامت عادا آهارونى بترجمته وتأليف المقدمة، صدر في دار نشر هادورا باللغة العبرية والإنجليزية في مجلد، في تل أبيب، في 1985. (ويحتوى الكتاب على ثلاثة قصائد من تأليف عادا آهارونى).
- "משוררים בני זמננו" (شعراء معاصرين): "יהודה עמיחי" (يهودا عميحاى)، "לאה גולדברג" (ليئا جولدبرج)، "אמיר גלבוע" (أمير جلبوع)، "רחל" (راحيل)، "זלדה" (زلدا)، صدر في الدوريات "גלים" (الأمواج)، "תיקון" (الإصلاح)، "voices" (الأصوات).

### كتب النقد والتحليل
- "סול בלו" «سول بولو» (الحاصل على جائزة نوبل للأدب)، صدر في دار نشر موسايق، وبتر لانج، في نيويورك، في 1992. ""Saul Bellow: Nobel Laurete-AMosaic
- "נשים יצרות עולם מעבר למלחמות ו אלימות" (النساء تصنع عالم يعبر الحدروب والعنف)، صدر في دار النشر لانا- إفلق، في حيفا، في 2002. (يحتوى على مقالات، ورسائل، ومشروعات للنساء والسلام).
- "גלי השלום" (أمواج السلام) ذكرى لإسحاق رابين، صدر في دار نشر هاتيخون، 1998.[3]

### المقالات

#### مقالات عن الثقافة والأدب
- "תרבות כגורם המוביל להשכנת השלום" (الثقافة كمصدر يؤدى للإحلال السلام).
- "רשימת נושאים להרצאות על ידי פרופסור עדה אהרוני" (قائمة لموضوعات محاضرات البروفيسور عادا آهارونى).
- "פרח השלום" (زهرة السلام).
- "כל הכבוד לאפרים קישון" (كل الاحترام «لأفريم قيشون»).
- "תרבות וספרות עברית לאן" (الحضارة والأدب العبرى إلى أين).

#### مقالات عن النساء
- "הסכנה הגדולה של הערצת המחבלים המתאבדים" (الخطر الأكبر في تبجيل المخربين المنتحرين).
- "לנה : ליגת נשים למען השלום במזרח התכון – תרבות כגורם העשוי להוביל להשכנת שלום" (لانا: عصبة النساء من أجل السلام في الشرق الأوسط – الحضارة كعنصر من شأنه أن يؤدى لإحلال السلام).

#### مقالات عن يهود مصر والدول العربية
- " תרבות הפלורליסטית של יהודי מצרים" (ثقافة التعددية ليهود مصر).
- "ההגירה הכפויה של היהודים ממדינות ערב" (الهجرة المفروضة على اليهود من الدول العربية).[4]

### بعض كتبها
- "האישה בלבן" (المرأة في اللون الأبيض).
- "שירים מישראל" (قصائد من إسرائيل).
- "נשים בונות עולם ללא מלחמות" (النساء تبنى عالم بدون حروب).
- "לא לשוא (חיים מופלאים)" (لا للكراهية «الحياة رائعة»).
- "גלים חדשים אנתולוגיה לתרבות השלום" (أمواج جديدة من مقتطفات أدبية لثقافة السلام).

## تيجان النجاح
لقد فازت أعمال عادا آهارونى بعدة جوائز محلية ودولية وتم ترجمة الكثير منها إلى لغات مختلفة وتم اختيارها كواحدة من الأدباء والشعراء الأبطال في العالم.
الجوائز التي حصلت عليها:
- حصلت على جائزة المجلس البريطاني للشعر في سنة 1972.
- حصلت على جائزة الشعاع الزاخر من مقر الرئاسة، في القدس،1986.
- حصلت على جائزة التاج الذهبي الدولى، في نيويورك، في 1992.
- حصلت على جائزة حيفا وبرمان ووزارة التعليم، في 1995.
- حصلت على جائزة راحيل، يارون جولان، في تل أبيب، في 1998.
- حصلت على جائزة المجتمع العالمى لبحث تاريخ يهود مصر، في نيويورك، في 2000.

## شعر عادا أهاروني
اشتهرت عادا أهارونى في إسرائيل وخارجها بشعرها الذي يتميز بالرقة وحساسية المشاعر. ويتناول شعر عادا موضوعات حياتية تتعلق بتجربتها الذاتية كيهودية ولدت وعاشت في مصر حتى بلغت الخامسة عشرة من عمرها. فتتحدث عادا في عدد من قصائدها عن ذكرياتها الشخصية في تلك الفترة سواء في محيط الأسرة، أو مع صديقات الدراسة في المدرسة الإنجليزية في الزمالك، كما تعنى عادا في قصائدها بحياة اليهود في مصر وخروجهم منها. أما قضية الحرب والسلام بين إسرائيل والعرب فإنها تحظى باهتمام بارز لدى الشاعرة عادا أهارونى فنجدها في العديد من قصائدها تتناول هذه القضية من جوانبها المختلفة. وأهم قصائدها موزعة على ثلاث مجموعات شعرية نشرت في الكتب الآتية:
- «من الأهرام إلى الكرمل» (מהפירמידות לכרמל) وصدر عن دار النشر «عيقد»، تل أبيب، في عام 1978.
- «ذكريات من الأسكندرية.وداعا للحروب» (זכרונות מאלכסנדריה : שלום למלחמות)، صدر عن دار المشرق، شفا عمرو. طبعة ثانية 1991.
- «في غابتى بالكرمل» (ביער הכרמל שלי) صدر عن دار النشر «لبريت» – حيفا،1993.

### ذكريات الطفولة
تمثل ذكريات الطفولة عند الشاعرة جانبا هاما من تجربتها الشخصية في فترة دقيقة من حياتها، وتسترجع فيها عادا أحداث الماضي التي تركت آثارا واضحة في حياتها.

#### مع الأم
تتذكر عادا حياة الأمان والحب التي عاشتها في سنوات طفولتها في بيت الأسرة في القاهرة والهدايا التي كانت تضعها أمها تحت وسادتها، فتقول في قصيدتها " ממיקה " أن أمها كانت تتركها مع إخواتها يلعبون حفاة في حقول القمح، وينامون في المنزل والمنافذ مفتوحة دون خوف لاحساسها بالأمن والاستقرار.

#### مع الأب
كان أبوها يشتغل بتجارة الحبوب، وكان لديه مكتب في الموسكي يباشر فيه تجارته، وكانت عادا تذهب إلى مكتبه فترى أكياس القمح والحبوب الثقيلة يزنها تهامى الأصم، أحد العاملين في المكتب، فوق ميزان ضخم قديم، كما تتذكر عادا في قصيدة: «الخروج من مصر: اكليل من القمح» (יציאת מצרים : זר תבואה).
وفي هذه القصيدة تربط الشاعرة بين القديم والجديد، بين الماضي والحاضر، في تاريخ اليهود بشأن موضوع القمح والحبوب، وهنا تختلط مشاعر متناقضة من السعادة والحزن على إقامة اليهودي في مصر وتجواله ثم استقراره في إسرائيل، التي تمثل العش الجديد لليهودى المتجول الذي يشبه الطائر المهاجر. فإذا كان أبناء يعقوب قد نزلوا مصر ليشتروا القمح، حسب رواية سفر التكوين، عندما كان يوسف عليه السلام مسؤولا عن القمح والحبوب في مصر أيضًا، وها هي عادا ترى الآن مساحات الحبوب الضخمة في حيفا وتشم رائحتهة الحصاد، رائحة القمح التي كان يحبها والدها كثيرًا في غمار الماضي في مصر.
على الرغم من أن مساحات الحبوب تبدو ضخمة أمامها في حيفا وتقدم الطعام لإسرائيل فإن أكياسها مملوءة بالدموع لأن آباها ليس معها في إسرائيل، ليشاهد هذه المساحات التي تقدم الخبز لإسرائيل ويعيش معها فرحتها ولم يدفن في إسرائيل رغم حبه لها. ولذلك فإن عادا تغرس له اكليلا من القمح تكريما له لأنه علمها الزراعة فأصبح لديهم في إسرائيل وفرة من القمح والحبوب تقدم لهم الطعام وتجعلهم في غير الحاجة إلى مصر.وكان اليهود المصريون يتبادلون لدى عودتهم من المعابد مساء كل سبت تحية مصرية عامة «جمعتك خضرة» وقد أشارت إلى هذه التحية في قصيدة «أسبوع أخضر» (שבוע ירוק) الأمر الذي يعكس اندماجهم في المجتمع المصري العريض وتأثرهم به وتآلفهم معه، فالجمعة هي آخر أيام الأسبوع لدى قطاع كبير من أبناء مصر، وهم المسلمون، وهو يوم صلاتهم وراحتهم الأسبوعية، ويستخدم العامة في مصر لفظ الجمعة بمعنى أسبوع. ولكن نجد الشاعرة تتحسر وهي تتذكر هذه التحية اليهودية المصرية وعود الريحان الأخضر الذي كان يهزه أبوها فوق رأسها، فهيهات أن تنال الآن عادا ما تتمنى لأن «معبد شعار هاشمايم» تم إغلاقه، غير أن المعبد لم يغلق بعد كما زعمت الشاعرة، بعد هجرتها مع معظم اليهود المصريين واليهود الأجانب من مصر في أعقاب قيام دولة إسرائيل متأثرين بحملات مندوبى الحركة الصهيونية، فقد بقى المعبد مفتوحا لمن بقى من اليهود يمارسون فيه شعائرهم.
وجاء زعم عادا بإغلاق المعبد في نطاق إدعائها "بوجود حالة من العداء لليهود في مصر، في أعقاب مرحلة من كرم الضيافة نحوهم، تمشيا مع التيار العام في ذاك الوقت، حيث واجه اليهود مشاكل متزايدة، فلم يعط معظمهم حق المواطنة المصرية وتركوا بلا جنسية معينة، كما بدأت الحركات الراديكالية تصعد شغبها الموجه ضد اليهود والذي بلغ أوجه خلال "حريق القاهرة".
وقد نسيت الشاعرة، أو ربما تناست عمدا، أن اليهود من ذوى الجنسيات الأجنبية واليهود معدمى الجنسية في مصر قد فضلوا البقاء على حالهم هكذا في مصر للاستفادة من امتيازات الأجانب في مصر وأن هؤلاء وغيرهم من اليهود المصريين قد نزحوا من مصر جريا وراء الحلم الصهيوني في الدولة اليهودية الجديدة، وأن ما حدث مما تسميه بشغب ضد اليهود لم يكن سوى رد فعل عفوى من الشارع المصرى ضد تورط عدد من اليهود في قضايا التجسس والتخريب ضد مصر والمصريين.

#### مع الصديقة قدرية
من أبرز ذكريات عادا في القاهرة ذكرياتها مع زميلة الدراسة في المدرسة الإنجليزية بالزمالك، صديقة الطفولة قدرية.وقد كتبت عادا في رسالة وجهتها إلى قدرية، نشرتها في البداية في صحيفة هارتس في 20 يونيو 1975، بمناسبة وقف إطلاق النار على الحدود المشتركة بين إسرائيل ومصر، قالت فيها:
«أكتب إليك يا قدرية، يازميلة الدراسة في المدرسة الإنجليزية للبنات بالزمالك، فأراك من جديد مستغرقة دائمًا في الأفكار، عينيك السودواين جادتين، خصلات شعرك الفاحم ناعمة كالحرير، وتبرق في أشعة الشمس. يالها من صحبة طفولة نشطة، كنا مرتبطين بالهدف، وكنا واعين عندما نجحنا في الكتابة ونشر صحيفة أدبية كاملة ونحن في الثالثة عشر من عمرنا. هل تذكرين الفرحة والمعاناة اللتين كانت تسببهما لنا جريدة»قوس قزح«كمسؤولين عن التحرير؟ هل تذكرين القسم الذي أقسمناه معا بأن نكون أديبتين عندما نكبر لكى نفعل خيرا للبشرية ونبعد الحروب إلى الأبد عن سطح الأرض؟ كمكنا بسطاء ومتحمسين آنذاك».

### الإحساس بالغربة
رغم هذه الحياة الطيبة التي تمتعت بها عادا في مصر وما تختزنه عنها من ذكريات جميلة عن طفولتها فيها، فإن كتاباتها عن تلك الفترة تعكس إحساسا واضحا بالغربة وعدم الانتماء للمكان الذي عاشت فيه. ويظهر ذلك جليا من سطور رسالتها إلى صديقتها قدرية: "رأيتك للمرة الأخيرة في عام 1948 عندما حضرت لتوديعنا قبل سفرنا إلى فرنسا. لقد صادروا تصريح العمل من أبى اليهودي الفرنسي الجنسية. وقد همست في أذنى، ولازلت أسمع صوتك المهتز: لماذا تغادرون مصر؟ ألم تولدوا هنا وهذه بلدكم ؟
لم أستطع حينئذ أن أشرح لك. سأحاول هذه الليلة أن أفعل ذلك. بعد مرور خمسة وعشرين عامًا: كانت مصر وطنك، ولم تكن وطنى. وهذه الحقيقة المؤكدة أثيرت أمامى لأول مرة عندما كنت طفلة صغيرة أبلغ من العمر سبع سنوات فقط. هذه الفترة من عهد الطفولة لا أحب أن أتذكرها لأنها تركت في نفسى نقطة مؤسفة رغم مرور فترة طويلة منذ ذلك الوقت".وهناك واقعتان عمقتا الإحساس بالغربة لدى عادا في طفولتها المبكرة:
- الواقعة الأولى: زيارة سوق باب اللوق: حيث أخذتها الخادمة محسنة لنزهة في الشوارع الضيقة في سوق باب اللوق فوجدت الطفلة الشوارع قذرة متشابكة ومتعفنة ومظلمة، وكانت النغمة الوحيدة التي بدت أكثر وضوحا وأدركت الطفلة أنها موجهة إليها هي «افرنجية. ماذا تفعلين هنا؟» فشعرت بالمهانة التي تنطوى عليها الكلمة.
- الواقعة الثانية: زيارة محل عرائس المولد: عندما اصطحبتها الخادمة محسنة إلى محل العرائس، فقال صاحب «أهلا وسهلا» وقال (لمحسنة): أحضرت الافرنجية الصغيرة للزيارة، أليس كذلك ؟

فدار حوارا لتسأل الطفلة: «ما معنى افرنجية؟»
أجاب الرجل بأدب: «معناها أوربية»
سألت الطفلة بذهول: «ماذا؟!»
قال: «هذا يعنى أنك لست عربية مثلنا. وجهك أبيض وليس أسمر مثلنا. أنت غريبة.أجنبية».
قالت الطفلة: «ولكنى ولدت في القاهرة. والدى ولدا هنا. أنا لست افرنجية».
وقد أدى احساس عادا بالغربة إلى احساسها بعد الانتماء للمكان الذي ولدت فيه (مصر)، كما كابدت كثيرًا بسبب مشكلة انعدام هويتها.

### مشكلة عدم الانتماء
بعد واقعة محل عرائس المولد قضت عادا أهارونى أيامها في مصر، إلى أن غادرتها إلى فرنسا ثم إلى إسرائيل، وهي تحاول أن تكتشف إلى أين تنتمى ؟ إذا لم تكن مصرية فماذا تكون؟. وبصيغة أخرى تطرح عادا نفس التساؤلات في روايتها «الخروج الثانى من مصر» على لسان بطلتها عنبر (التي تمثل شخصيتها في الواقع): «أين بلدى ؟ أنا لست مصرية، ولست فرنسية ولست إنجليزية، إذن ماذا أكون؟ أين جذورى ؟ في أي بلد تختفى جذورى؟ في إسرائيل؟ هل سنعود مرة أخرى إلى هناك ؟» وتعاود عادا طرح مزيد من الأسئلة التي تعكس قلقها وحيرتها: لماذا تغادرين مصر؟ لقد ولدت هنا ! ما هي أعمالنا في بلد ليست لنا ؟ ما هو في الحقيقة اليهودي المصري ؟! إلى أين ننتمى ؟! إلى أين نذهب ؟ وتصل عادا إلى النتيجة التي تريدها وتتفق مع الدعوة الصهيونية: «إن اليهود ليس لهم مستقبل في مصر ومن ثم سيكون هناك خروج ثان من مصر!». ولذلك فإن المبررات التي تسوقها عادا للخروج هي عدم الانتماء لمصر وانعدام جذور اليهود فيها والعداء للسامية، وأن يهود مصر ذو توجه غربي أكثر منه شرقي وترتيبا على ذلك ترى كل شئ معاد لها حتى تمثالى أسدى كوبري قصر النيل.
كانت لغة عادا الأساسية الفرنسية، وكانت جنسيتها الفرنسية إلا أنها لم تشعر بأنها فرنسية وكانت ثقافتها إنجليزية لأنها تعلمت في مدرسة إنجليزية منذ أن كانت طفلة رضيعة وعشقت الأدب الإنجليزي، ولكنها لم تشعر بأنها إنجليزية. وفي عام 1949 أضيفت لكلمة «افرنجية» كلمة أكثر اثارة للمشاكل وهي كلمة «صهيونية». وفي فرنسا لم تجد عادا حلا لمشكلة هويتها حيث رأت هناك أحد السائقين الذي أبطأ سيارته وأطل برأسه من النافذ، وقال لها في وصديقتها بصوت عال «جميلات قذرات» فسألت عادا صديقتهاعن معنى هذا الاصطلاح فقالت لها إنه صفة فرنسية لليهود. وجاء هذا الفعل ليخيب أعتقادها بأن فرنسا بلد حر ويستطيع اليهود العيش فيها بسلام.لذلك قررت السفر إلى إسرائيل.

### اهتمامات عادا في إسرائيل

#### اهتمامها بيهود مصر
تبدى عادا أهارونى، باعتبارها واحدة من الأدباء الإسرائيليين الذين نشأوا في مصر، اهتماما بارزا بيهود مصر وحياتهم فيها. وقد شغل هذا الموضوع حيزا كبيرا في أعمالها الأدبية الشعرية والنثرية، ولكن هذه الأعمال جاءت من وجهة نظر خاصة يسيطر عليها في الغالب التوجه الصهيوني. تقول عادا: " أصدرت ثلاثة كتب عن اليهود المصريين تختلف في صياغتها، إلا أننى حاولت فيها جميعا أن أعبر في توقيت متزامن عن الصراعات الداخلية لدى اليهودي المصري والحقائق الخارجية الاجتماعية والتاريخية. وقد صدرت مجموعة قصائدى " من الأهرام إلى الكرمل" باللغتين العبرية والإنجليزية، وفيها قصيدة مهداه إلى قدرية، زميلة دراسة مصرية، وتصف القصيدة الإحساس المتزايد بالغربة، فعلى الرغم من أن الكاتبة " ولدت على أرض النيل " إلا أنها تجد من يخبرها أنها مجرد "ضيفة زائرة". وقصيدة أخرى تصف الانتقال المفاجئ ليهودي مصري من فيلا في حي الدقي ذات أزهار كثيرة، وبها قرد وحمام سباحة وأسماك ذهبية، إلى مسكن حقير كالحجر المظلم العفن في باريس.
وروايتى التاريخية «الخروج من مصر» التي طبعت أولا باللغة الإنجليزية في الولايات المتحدة الأمريكية، ثم ترجمت وطبعت مؤخرا بالعبرية. وتصف هذه الرواية الحياة اليهودية في مصر في أوجها، مجموعة من المدارس الممتازة، مستشفيات جيدة التجهيز، مراكز اجتماعية على أحدث طراز، نوادى شباب، نوادى رياضية، تمتع اليهود بالأنشطة الثقافية المزدهرة في القاهرة والأسكندرية، مشاهدة العروض المسرحية بما في ذلك الكوميدى فرانسيز.. ولكن الحياة لم تكن أوربية تماما إذ لم تكن أم كلثوم، وليلى مراد اليهودية، أقل شهرة من الفنانين الأوربيين. وكان في البيوت اليهودية في مصر في العادة خليط من الثقافة الغربية والتقاليد اليهودية والعادات الشرقية.
أما الكتاب الثالث "ذكريات من الأسكندرية، وداعا للحرب" فقد شاركتنى في كتابته ثيا فولف، ويعرض الكتاب حياة ثيا، رئيسة ممرضات يهودية ألمانية بالمستشفى اليهودي في الأسكندرية، ويعتمد أساسا على مذكراتها الشخصية، مقابلات معها، وثائقها الشخصية ومراسلاتها ويحتضن تجربتها الشخصية وأحداث موضوعات الحياة اليهودية في مدينة الأسكندرية، وبصورة خاصة أثناء الحرب العالمية الثانية. وأحد الموضوعات الأساسية في هذا الكتاب اظهار مساعدة المجتمع اليهودي المصري لضحايا النازي، وتعكس حكايات ثيا التعاون الوثيق مع المسؤولين المصريين في الأسكندرية، مثل الشرطة وسلطات الميناء، لانقاذ يهود أوربا، وهذا الموضوع يستحق في مجمله مزيدا من البحث، ويمكن أن نستخدم في ذلك الأوراق الخاصة التي يحتفظ بها كثير من اليهود المصريين.. إن صورة الحياة اليهودية في مصر، والتي ترويها كتابات الأدباء اليهود المصريين، تعتبر صورة فريدة في نوعها للمجتمع اليهودي البحر أوسطي الذي يصل الشرق بالغرب.. وعلى الرغم من الأحداث الساسية المأساوية التي أنهت حياة هذا المجتمع (اليهودي المصري) فإن الكتاب يعتزون بذكرياتهم الدافئة عن الشعب المصري وعن حياتهم في مصر.".
تعترف عادا بذلك بدفء ذكرياتها هي وزملائها الكتاب اليهود المصريين واعتزاز هؤلاء الكتاب بذكرياتهم ومنها ما كانوا يتمتعون به من حياة اقتصادية رفيعة وأنشطة ثقافية واجتماعية مزدهرة وسماحة المصريين وعلاقات التعاون والصداقة التي ربطت فئات الشعب المصرى المختلفة باليهود وغيرهم، غير أن ما تسميه عادا بالأحداث المأساوية التي أنهت حياة اليهود في مصر في العصر الحديث لا يمكن إلقاء مسؤوليتها على عاتق مصر شعبا أو مسؤولين، وإنما هي تقع على عاتق الحركة الصهيونية وزعمائها «ولقد كان التوتر الذي نشأ أساسا بين اليهود في مصر في القرن العشرين نتيجة مباشرة للحركة الصهيونية، وكانت الصهيونية أحد العوامل التي مزقت الطائفة اليهودية في مصر آنذاك.» ولم تكن الصهيونية حركة رجعية مصرية موجهة ضد اليهود وإنما كانت حركة قومية يهودية نشأت في شرق أوروبا، في أعقاب أحداث شغب ضد اليهود في روسيا في عام 1881، لتخليص هؤلاء اليهود من مشاكلهم بإقامة وطن قومي يهودي في فلسطين، فخلقت القلق والتوتر ليهود مصر بخاصة والدول العربية عامة وجعلتهم يتخلون عن استقرارهم ورفاهيتهم في هذه البلاد، فكان الخروج الثانى لليهود من مصر.
ورغم خروج عادا من مصر فإتها تظل متعلقة بها وتحن إليها فهى موطن ميلادها وسنوات حياتها الأولى، وتسرع عادا بزيارة مصر عندما تسنح لها الفرصة لذلك – بعد مبادرة الرئيس الراحل أنور السادات بزيارة القدس وتوقيع معاهدة السلام بين مصر وإسرائيل – ومن وحى هذه الزيارة كتبت عادا قصيدتها " שוב על גדות היאור " (مرة أخرى على ضفاف النيل)، ووردت فيها المقولة التاريخية «إن من يشرب من ماء النيل يعود إليه ثانية» وجعلتها الشاعرة «لازمة» تتكرر في القصيدة. وفي هذه القصيدة تعتقد عادا أنه إذا كان اليهود قد أُخرجوا من مصر قديما، أو خرجوا منها حديثا مع ظهور الحركة الصهيونية وقيام دولة إسرائيل في عام 1948، وهو ما يسمونه بالخروج الثاني من مصر، فإنه ليس بالإمكان إخراج مصر من اليهود. وإن كان الخروج الأول من مصر تحريرا لليهود من العبودية لفرعون فإن عادا أهارونى تعتبر الخروج الثاني أيضا من أجل حرية اليهود، وها هي تعود إلى مصر بعد مرور خمس وثلاثين سنة من سنوات الحرية والتحرر في إسرائيل بعد قيامها كدولة والهجرة إليها.

#### اهتمامها بيهود سوريا
يمتد اهتمام عادا ليشمل كذلك يهود سوريا، ولكنه اهتمام من نوع آخر، ليس فيه ذكريات جميلة أو مشاهد خلابة، وإنما هو مشاركة وجدانية من جانبها لما تتخيله من تعذيب لليهود هناك فنجدها في قصيدة "אסירים בסוריה " (سجناء في سوريا) مؤرقة من صور التعذيب التي يتعرض لها عدد من اليهود في سوريا. ويمتد اهتمامها بسوريا أيضا في قصيدة " ארבע בנות יהודיות סוריות " (أربع بنات يهوديات سوريات). ولكن المشكلة التي ظلت تؤرق عادا أهارونى في إسرائيل هي الحرب بين إسرائيل والدول العربية المجاورة لها وحالة العداء المستمرة بين اليهود والعرب، وهذا الوضع في نظر عادا لا أساس له من المنطق ولا ينبغى له أن يستمر، ولذلك فهى تدعو لإحلال السلام ووضع حد للحروب وتضحياتها وبدء عهد جديد من الوئام والود بين إسرائيل والدول العربية، بين اليهود والعرب كما تمد عادا يدها إلى صديقة طفولتها المصرية قدرية من خلال رغبة قوية للتفاهم والصداقة بصورة علنية.

### خصائصها الشعرية
يعتبر الشعر أحد الأشكال الأدبية التي تعبر بها عادا أهارونى عن حياتها والقضايا التي تشغلها منذ نعومة أظافرها. فقد قرضت عادا الشعر (بالعبرية والإنجليزية)، وكتبت الرواية التاريخية، كما كتبت المقالة. وقد وجدت عادا في الشعر وسيلة للتنفيس عن انفعالاتها ومشاعرها، وللتعبير عن موقفها من الظواهر والقضايا والأحداث المختلفة من حولها. ومن أهم الموضوعات التي عنيت عادا بها في شعرها:
أولا: حياة اليهود في مصر.
ثانيا: خروج اليهود من مصر.
ثالثا: الحرب والسلام بين إسرائيل والعرب، والدعوة لنبذ الحروب والعيش في سلام.
وتتلخص خصائصها الشعرية في ما يلى:
- استخدام البيت الشعرى المرسل. وعادا في هذا النهج مثلها مثل غيرها من شعراء العبرية في القرن العشرين.
- لغتها موجزة ومركزة ولذلك تتميز قصيدتها بالقصر والرشاقة، ويتميز شعرها عموما بالرقة وحساسية المشاعر.
- تعتمد القصيدة عندها على الإيقاع الموسيقى للفظ، والصور الفنية من أخيلة وتشبيهات ومقابلات لفظية ومعنوية.
- تحسن الشاعرة اختيار الألفاظ في القصيدة لتناسب الموضوع ولتؤدى دورها في موسيقية الشعر والتجربة الوجدانية.
- لموضوعاتها الشعرية، أحيانا، أصول تراثية، فتجمع في عدد من قصائدها بين الأصالة والمعاصرة، حيث تلجأ إلى الكتاب المقدس وتقتبس مت أسفاره ما يعزز في الدعوة لنبذ الحروب وإحلال السلام بين إسرائيل والعرب، ويتغلغل في وجدان القارئ تأصيل توجهها الحديث لتطبيق مبادئ لتعايش السلمى والتعاون المثمر بين طرفى الصراع العربي الإسرائيلي.
- استخدام الكلمات الأجنبية ولكن بصورة محدودة لكى يعيش القارئ تجربتها الذاتية في القصيدة.
- استخدام الألفاظ والتعبيرات التوراتية.[5]

## راجع
- موقع الإنترنت "דרכי תקוה – פרופי עדה אהרוני"
- موقع الإنترنت "אתר הבית של עדה אהרוני".
- د.محمد فوزى ضيف، مفهوم السلام في شعر عادا آهارونى